# يان شولميستر
يان شولميستر (بالتشيكية: Jan Schulmeister)‏ هو لاعب كرة قدم تشيكي في مركز الهجوم، ولد في 11 مارس 1986 في تشيكوسلوفاكيا. شارك مع منتخب التشيك تحت 17 سنة لكرة القدم ومنتخب التشيك تحت 19 سنة لكرة القدم ومنتخب جمهورية التشيك تحت 21 سنة لكرة القدم. أما مع النوادي، فقد لعب مع نادي سيغما أولوموتس ونادي هراتس كرالوفه.

## وصلات خارجية
- يان شولميستر على موقع الاتحاد التشيكي (الإنجليزية)
- يان شولميستر على موقع قاعدة بيانات كرة القدم.إي يو (الإنجليزية)